# Porsche 956
Porsche 956 — гоночний автомобіль для автоперегонів групи С. Створений концерном Porsche в 1982 році для Світового чемпіонату спортивних автомобілів Міжнародної автомобільної федерації. Пізніше, в 1984 році, цей автомобіль був вдосконалений до модифікації 956B.
В 1983 році Штефан Беллоф, під час кваліфікації до перегонів, встановив абсолютний рекорд Нюрбургринга з часом 6:11.13 на гоночному прототипі Porsche 956.

## Розробка
Автомобіль був побудований щоб відповідати новій групі чемпіонату C, яка була введена в 1982 році. Автомобіль був успішною заміною моделі Porsche 936, яка змагалася в попередніх групах категорії B. Проект був розпочатий в червні 1981 року, а перший прототип шасі був завершений 27 березня 1982 року, якраз до початку сезону чемпіонату світу. Юрген Барт випробував перший корпус на приватному випробувальному треку Porsche.
956 має шасі з алюмінієвого монокока, перший для компанії, допоміг вирішити проблему ваги в 800 кг в групі С. Двигун такий же, як і в Porsche 936, Тип-935, 2,65 л з турбонаддувом, виробляв близько 635 к.с. Також була використана перша в світі коробка передач з подвійним зчепленням, спеціально розроблена для 956, в парі з традиційною 5-ступінчастою МКПП.